# خانه پاکارزاده (۱)
خانه پاکارزاده (۱) مربوط به اواخر دوره قاجار - دوره پهلوی است و در دزفول، محله ساکیان واقع شده و این اثر در تاریخ ۱۷ اسفند ۱۳۸۱ با شمارهٔ ثبت ۷۸۸۵ به‌عنوان یکی از آثار ملی ایران به ثبت رسیده است.